# Karl-Heinz Bauer (Fußballspieler)
Karl-Heinz Bauer (* 28. Februar 1945) ist ein deutscher ehemaliger Fußballspieler, der 14 Jahre lang in der DDR-Liga, der zweithöchsten Spielklasse im DDR-Fußball, aktiv war. 

## Sportliche Laufbahn
Mit 18 Jahren gab Karl-Heinz Bauer in der Saison 1963/64 seinen Einstand als DDR-Liga-Spieler bei der Betriebssportgemeinschaft Aktivist „Karl-Marx“ Zwickau, als er zweimal als Innenstürmer eingesetzt wurde. In der Spielzeit 1964/65 kam er bereits auf 13 Einsätze und mit sieben Treffern auch zum erfolgreichen Torschützen. 1965/66 bahnte sich an, dass er zum Stammspieler werden könnte, denn bis zum 7. Spieltag war er als Linksaußen fünfmal aufgeboten worden. Im November 1965 wurde jedoch seine Laufbahn durch die Einberufung zu einem 18-monatigen Wehrdienst in der Nationalen Volksarmee unterbrochen. Nach der Entlassung aus dem Wehrdienst kehrte Bauer im Frühjahr 1968 zur BSG Aktivist zurück und bestritt bis zum Saisonende noch sieben Ligaspiele auf der Linksaußenposition und kam auch noch zu einem Tor. 
Im Laufe der Saison 1968/69 wurde die BSG Aktivist der BSG Sachsenring Zwickau als 2. Mannschaft angeschlossen. Auch im erweiterten Kader konnte sich Bauer, der weiterhin als Linksaußenstürmer spielte, mit 25 Einsätzen bei 30 Runden einen Stammplatz behaupten, und war wieder mit sieben Toren erfolgreich. 1969/70 verlor Bauer seinen Stammplatz an Peter Brändel, und unter dem neuen Trainer Karl-Heinz Kluge wurde er nur noch in unregelmäßigen in acht Ligaspielen eingesetzt, schoss dabei auch nur noch ein Tor. 
Zur Saison 1970/71 unternahm Karl-Heinz Bauer einen Gemeinschaftswechsel und schloss sich dem drittklassigen Bezirksligisten Motor Werdau an. Mit ihm stieg er sofort in die DDR-Liga auf und wurde dort auch Staffelsieger. In der folgenden Aufstiegsrunde wurde Bauer in sechs der acht Spiele aufgeboten, wobei er ein Tor erzielte. Seine Mannschaft verpasste sieglos den Aufstieg. Auch 1976 wurde Motor Werdau wieder Staffelsieger, verpasste aber erneut den Oberligaaufstieg. Diesmal wurde Bauer in allen acht Aufstiegsspielen eingesetzt, blieb aber ohne Tor. Bis 1978 bestritt Karl-Heinz Bauer insgesamt sieben DDR-Liga-Spielzeiten für Motor Werdau. Er gehörte stets zum Spielerstamm und brachte es auf 121 Punktspiele, in denen er 14 Tore erzielte. Laut fuwo beendete er danach seine Laufbahn als Leistungsfußballer. 